# Noret (Bygdeå socken, Västerbotten, 712754-174874)
Noret är en sjö i Robertsfors kommun i Västerbotten och ingår i Kålabodaån-Rickleåns kustområde. Sjön har en area på 0,0559 kvadratkilometer och ligger 26,6 meter över havet.

## Delavrinningsområde
Noret ingår i det delavrinningsområde (712879-174755) som SMHI kallar för Mynnar i Slättbäcken. Medelhöjden är 38 meter över havet och ytan är 18,26 kvadratkilometer. Det finns inga avrinningsområden uppströms utan avrinningsområdet är högsta punkten. Rismyrbäcken som avvattnar avrinningsområdet har biflödesordning 2, vilket innebär att vattnet flödar genom totalt 2 vattendrag innan det når havet efter 0,4 kilometer. Avrinningsområdet består mestadels av skog (72 procent). Avrinningsområdet har 0,09 kvadratkilometer vattenytor vilket ger det en sjöprocent på 0,2 procent. Bebyggelsen i området täcker en yta av 1 kvadratkilometer eller 3 procent av avrinningsområdet.